# Bengaard Peak
Der Bengaard Peak ist ein 2110 m hoher und markanter Berg in der antarktischen Ross Dependency. Er ragt 10 km südlich der Fazekas Hills auf der Südseite der Queen Elizabeth Range auf.
Das Advisory Committee on Antarctic Names benannte ihn nach Hans Jørgen Bengaard, Ionosphärenwissenschaftler des United States Antarctic Program auf der Station Little America V im Jahr 1957.